# 公認
| ウィキペディアには「公認」という見出しの百科事典記事はありません（タイトルに「公認」を含むページの一覧/「公認」で始まるページの一覧）。 代わりにウィクショナリーのページ「公認」が役に立つかもしれません。 |